# Ben Webster
Benjamin Francis Webster (Kansas City, 27 maart 1909 - Amsterdam, 20 september 1973) was een invloedrijke Amerikaanse jazzsaxofonist.

## Biografie
Webster, geboren in de Amerikaanse staat Missouri, wordt samen met Coleman Hawkins (Websters belangrijkste invloed) en Lester Young beschouwd als een van de drie belangrijkste swingtenoren (naar zijn instrument, de tenorsax). Hij stond bekend om zijn harde, geraspte en brutale uithalen, terwijl hij in ballads ook warm en sentimenteel kon spelen. Webster leerde piano en viool spelen op jonge leeftijd, voordat hij met de saxofoon leerde omgaan. Toen Budd Johnson hem eenmaal de technieken van het saxofoonspel leerde, was hij verkocht en voegde hij zich bij de Young Family Band (toen nog met Lester Young). In de jaren 30 van de 20e eeuw spendeerde hij veel tijd met verschillende orkesten, waaronder die van Andy Kirk, Fletcher Henderson, Benny Carter, Willie Bryant, Cab Calloway en de band van Teddy Wilson.
In 1940 werd Ben Webster de eerste tenorsolist in het orkest van Duke Ellington. In de daaropvolgende drie jaar speelde hij op vele beroemde albums, waaronder Cotton Tail en All Too Soon. Na drie productieve jaren met Duke Ellington verliet hij in een boze bui de band in 1943 en knipte hij een pak van Ellington aan stukken. Hierna speelde hij in New York, als bandleider en lid. Hieruit vloeiden onder meer korte samenwerkingen met Raymond Scot, John Kirby en Sid Catlett voort.
Met Art Tatum nam hij ook nog een klassieke set op, maar in 1964 besloot hij te gaan toeren met Amerikaanse jazzmuzikanten in Kopenhagen. In zijn laatste decennium woonde hij afwisselend in Kopenhagen en Amsterdam. Documentairefilmer Johan van der Keuken legde zijn verblijf aldaar vast in Big Ben: Ben Webster in Europe. Ondanks het feit dat hij bekendstond als een moeilijk persoon speelde hij met heel wat grote namen uit de jazzwereld. Bovendien beïnvloedde zijn speelstijl latere beroemdheden als Archie Shepp, Lew Tabackin, Scott Hamilton, David Murray, Bennie Wallace en Jesper Thilo.
De laatste tien jaar van zijn leven bracht Ben Webster door in Nederland. Zijn laatste concert speelde hij in Leiden in 'De Twee Spieghels', waar hij afsloot met de woorden die eens een oude man tegen hem had gezegd: Son, you are young and growing, and I am old and going, so have your fun while you can. Hij wordt daar jaarlijks op zijn sterfdag gememoreerd met een speciaal Ben Websterconcert. Hij overleed in 1973 in Amsterdam. Hij werd begraven in Kopenhagen op Assistens Kirkegård.

## Instrument
Ben Webster speelde vanaf 1939, het jaar voor hij bij het orkest van Duke Ellington kwam, op een Franse Selmer Balanced Action tenorsaxofoon uit 1938. Vanaf dan zou Ol' Betsy, zoals hij zijn instrument doopte, nooit meer van zijn zijde wijken. Zoals veel andere jazz tenorsaxofonisten uit die periode gaf Webster de voorkeur aan een metalen mondstuk van Otto link, een New York master 4* waarvan hij de tip had laten openen tot 0.85 en die hij bespeelde met Rico rieten van hardheid 3 of 3,5.